# مرصد نيس

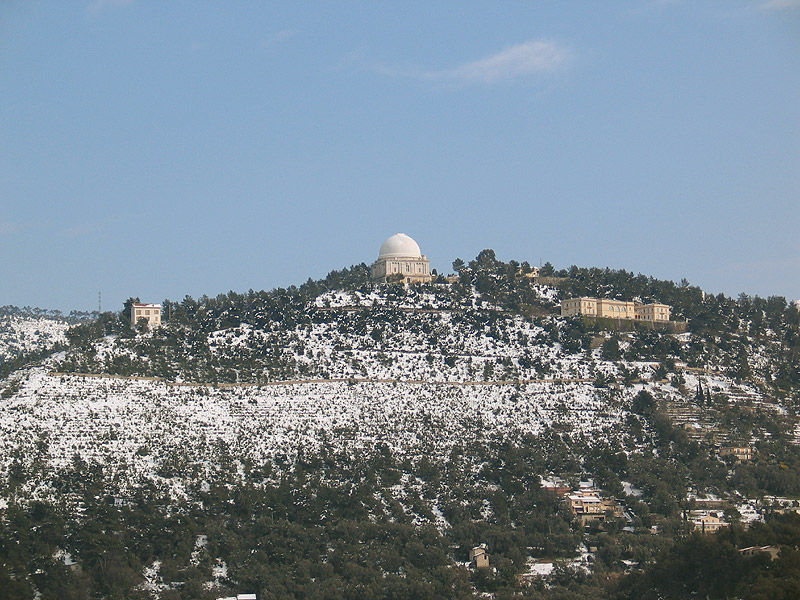
منظور عام لموقع مرصد نيس

مرصد نيس (بالفرنسية: L'Observatoire de Nice) هو مرصد فلكي أنشئ عام 1879 في مدينة نيس الواقعة جنوب غرب فرنسا علي قمة مونت جروس (بالفرنسية: Mont Gros)، بواسطة المصرفي رفائيل (بالفرنسية: Raphaël Bischoffsheim)، وصممه معماريا شارلز غارنييه (بالفرنسية: Charles Garnier)، بينما صمم القبة هندسيا غوستاف إيفل.

## نبذة تاريخية
في عام 1870، لم يكن يعمل في فرنسا بعد نهاية حربها مع بروسيا سوي ثلاثة مراصد فلكية: إحداها كان في باريس، الثاني في مارسيليا، أما ثالثهما فكان في تولوز. ولم تكن هذه المراصد بحالة جيدة - سواء في المعدات أو التقنيات - مما أدي إلي تراجع حركة الرصد الفلكي في فرنسا في تلك الآونة.
في عام 1873 حصل المصرفي رفائيل - الذي ينتمي لأسرة باريسية عريقة في مجال الصرافة ومعروفة بحبها للأعمال الخيرية - علي ثروة كبيرة ورثها عن والده الذي توفي عنه حديثا، لذلك قرر أن يتابع ما بدأته أسرته في مجال الأعمال الخيرية. في نفس الوقت، كان لرافائيل صديق فلكي من مرصد باريس يدعي موريس لووي (بالفرنسية: Maurice Loewy)، وقد أقنعه موريس بأنه يمكن له أن يكون ذو فائدة كبيرة لعلم الفلك. وعلي هذا، بدأ رفائيل في المساهمة ماديا في دعم مرصد باريس.
لاحقا أبدي رفائيل استعداده لدعم فرنسا بمرصد فلكي حديث يحتوي علي أقوي التيلسكوبات تحت أجمل سماء. وكانت هذه شرارة بدء مشروع مرصد نيس؛ حيث عرض رفائيل أن يقوم الدعم المالي للمشروع من جميع النواحي: بدء من شراء الأرض ومرورا بإنشاء المباني وشراء العتاد وانتهائا بدفع رواتب العاملين فيه، في حين أصبح المكتب المساحي (بالفرنسية: Bureau des Longitudes) مستشارا علميا للمشروع. وكان هذا المكتب منذ إنشاؤه في 1795 مختصا بشؤون المراصد الفلكية في فرنسا.
وعلي هذا في 1878 بدأ العمل الدؤوب من أجل تحويل الحلم إلي حقيقة؛ حيث وضع المكتب المساحي خطة عمل تتكون من بندين أساسين:
- الأول: لجنة مهمتها البحث عن أنسب المعدات والتقنيات.
- الثاني: لجنة مهمتها اختيار أنسب المواقع لبناء المرصد الجديد.

وبالفعل، استطاعت اللجنة الأولي أن تختار المعدات اللازمة لهذا المرصد حيث إحتوي علي عدسة فلكية بقطر 76 سم (30 إنشا)، وقد اعتبر من أقوي المراصد في العالم حين إنشاؤه. أما علي صعيد الموقع، فقد قامت اللجنة بعملية بحث بطوال ساحل البحر الأبيض المتوسط من أجل الحصول علي أفضل موقع.
ولم تجد اللجنة أفضل من قمة مونت جروس؛ حيث ترتفع 374 مترا عن سطح البحر في مدينة نيس، وتري البحر من جميع الجهات، بالإضافة إلي كونها بعيدة نسبيا عن الرياح القوية الموجودة في وادي الرون، أما عن السماء فهي دائما صافية في هذا الموقع مما يوفر الظروف الملائمة للقيام بالرصد الفلكي، وختاما فإن الموقع يبعد عن مدينة نيس ذاتها بحيث لا تتسبب أضوائها في أي تشويش لعملية الرصد، وفي نفس الوقت فإن طريق الكورنيش (بالفرنسية: Grande Corniche) يؤمن إمكانية الوصول إلي الموقع بكل بساطة. وقد أصر الكولونيل واجنر (بالفرنسية: Colonel Wagner) - الذي كان يعمل كبير المهندسين في نيس - علي اختيار هذا الموقع، خصوصا لكونه موقعا إستراتيجيا بالنسبة للجيش، خاصة أنه لا يبعد كثيرا عن الحدود الفرنسية-الإيطالية.
وعلي هذا، قام رفائيل بشراء القمة كلها، بمساحتها البالغة 35 هكتارا، وقد أعطي التصميم المعماري شارلز جارنييه - الذي صمم في وقت سابق للمرصد أوبرا باريس المعروفة حاليا باسم أوبرا غارنييه - وقد سمي هذا المعماري فيما بعد أعظم معماري أوروبا. أما عن القبة التي تحتوي علي العدسة الفملية، فقد قام بتصميمها المهندس جوستاف إيفل - الذي صمم برج إيفل في وقت لاحق لبناء المرصد - وهكذا اكتملت جميع الإمكانيات لبناء هذا المرصد.
في 3 ديسمبر 1879، تقدم غارنييه بتصميمه إلي المكتب العلمي المشرف علي المشروع، وهكذا بدأت الخطوات العملية لتنفيذ هذا المشروع علي أرض الواقع. وقد استمرت أعمال الإنشاء طوال 7 سنوات لتنتهي في عام 1886، حيث تم الافتتاح رسميا في 27 أكتوبر 1887 ليكون ذلك تتويجا لمشروع كبير شارك فيه الكل بالجهد والمال من أجل إنجاح المشروع.
ووقت إنشاء المرصد في عام 1887 كانت عدسته الفلكية بقطرها البالغ 76 سم (30 إنشا) تعتبر من أكبر العدسات الفلكية، وظلت كذلك حتي خلفتها عدسة مرصد ليك (بالفرنسية: L'Observatoire de Lick) والتي بلغ قطرها 91 سم (36 إنشا).

## الوضع الحالي
حاليا، لم يعد للمرصد وجود من الناحية العلمية باسم مرصد نيس؛ حيت تم دمجه مع مركز البحوث والدراسات الجيوديناميكية والفلكية (بالفرنسية: CERGA) بدء من 1988 لتكوين مرصد موحد باسم مرصد كوت دا أزور (بالفرنسية: Observatoire de la Côte d'Azur).